# Hubert Mulzer
Hubert Mulzer (* 1944 in Memmingen) ist ein deutscher Schauspieler.

## Leben
Hubert Mulzer studierte von 1970 bis 1974 Schulmusik an der Musikhochschule München und legte sein Staatsexamen als Musiklehrer ab. Von 1982 bis 1984 hatte er privaten Schauspielunterricht bei dem bekannten Schauspieler Wolfgang Büttner. In den 1980er Jahren arbeitete Mulzer beim Bayerischen Rundfunk als Nachrichtensprecher. Außerdem moderierte er die Nachtausgabe der Rundschau.
Am Anfang seiner Karriere als Schauspieler standen Theaterengagements. Er spielte am Theater im Karlshof in München. Von 1988 bis 1990 war Mulzer Ensemblemitglied am Stadttheater Ingolstadt. Von 1990 bis 1993 trat er in München am Theater rechts der Isar auf. Mulzer spielte in diesen Jahren unter anderem die Titelrolle in Volpone von Ben Jonson, den Hofmarschall von Kalb in Kabale und Liebe von Friedrich Schiller, den Harpargon in Der Geizige von Molière und den Edgar in Play Strindberg von Friedrich Dürrenmatt.
Von 2003 bis 2008 trat er gemeinsam mit Monica Bleibtreu an den Hamburger Kammerspielen in den szenischen Lesungen von Love Letters von A. R. Gurney auf.
Ab Mitte der 1990er Jahre begann dann seine Karriere im deutschen Fernsehen. Mulzer übernahm hierbei mehrere durchgehende Serienrollen, wiederkehrende Episodenrollen und auch Gastrollen.
Mulzer wurde im deutschen Fernsehen häufig in anspruchsvollen Fernsehspielen und Produktionen mit zeitgeschichtlichen Hintergrund eingesetzt. Er hat sich als sensibler und differenzierter Charakterdarsteller einen Namen gemacht. So spielte er 2001 die Rolle des Professor Ballach in dem Film Vera Brühne von Hark Bohm und 2005 den Walter Model in Speer und Er. In dem Film Der Baader Meinhof Komplex von Uli Edel und Bernd Eichinger übernahm Mulzer 2008 die Rolle des Bankiers Jürgen Ponto.
Bekanntheit erlangte Mulzer vor allem in der Rolle des Kriminaldirektors Dr. Heppt, in der ZDF-Fernsehserie Die Rosenheim-Cops, wo er gemeinsam mit Joseph Hannesschläger und Tom Mikulla deren Vorgesetzten spielte. In der Fernsehreihe Tatort übernahm er an der Seite von Sabine Postel und Oliver Mommsen in den Tatort-Folgen von Radio Bremen als Dr. Heitmann ebenfalls die Rolle eines Polizeichefs.
2008 war er außerdem im Rahmen der Märchen-Verfilmungen der ARD im Weihnachtsprogramm als König August in der Verfilmung von König Drosselbart zu sehen.
Mulzer wirkte auch bei einigen Kurzfilmen und in einigen Kinoproduktionen mit, u. a. 2008 in Die Welle.

## Filmografie (Auswahl)
- 1987: Tatort – Gegenspieler (Fernsehreihe)
- 1990: Löwengrube (Fernsehserie, Folge Notpolizei)
- 1992: Die zweite Heimat – Chronik einer Jugend
- 1994: Der Komödienstadel: Die Hochzeitskutsche
- 1996: Alles außer Mord
- 1996: Jenseits der Stille
- 1997: 14 Tage lebenslänglich
- 1997: Tatort – Bienzle und der tiefe Sturz
- 1997: Der Bulle von Tölz: Tod in der Brauerei
- 1998: Aus heiterem Himmel
- 1998: Die Männer vom K3
- 1998: Zwei Brüder (Fernsehserie)
- 1999: Die Cleveren
- 1999: Heirate mir!
- 1999: Tatort – Die apokalyptischen Reiter
- 2000: Adelheid und ihre Mörder (Fernsehserie)
- 2001: Polizeiruf 110 – Fliegende Holländer
- 2001: Tatort – Eine unscheinbare Frau
- 2001: Tatort – Im freien Fall
- 2001: Vera Brühne
- 2001: Das Schneeparadies
- 2001: Tatort – Kalte Wut
- 2002: Tatort – Der Passagier
- 2002: Tatort – Endspiel
- 2002: Tatort – Totentanz
- 2002: Vater wider Willen
- 2004: Tatort – Herzversagen
- 2004: Der Alte – Episode 299: Tod im Morgengrauen
- 2005: Der Alte – Folge 303: Mord hat seinen Preis
- 2005: 3° kälter
- 2005: Die Rosenheim-Cops – Salsa in den Tod
- 2005: Marias letzte Reise
- 2005: Siska
- 2005: Speer und Er
- 2005–2006: Die Rosenheim-Cops
- 2006: SOKO Kitzbühel
- 2006: SOKO Leipzig
- 2007: Tatort – Der Traum von der Au
- 2008: Der Baader Meinhof Komplex
- 2008: Die Welle
- 2008: Wilsberg – Filmriss
- 2009: Notruf Hafenkante (Fernsehserie, Folge Liebe Deinen Nächsten)
- 2009: Nichts als Ärger mit den Männern
- 2009: Schutzlos
- 2009: Erntedank. Ein Allgäu-Krimi
- 2009: Polizeiruf 110 – Der Tod und das Mädchen
- 2010: Die Jagd nach der Heiligen Lanze
- 2011: Blaubeerblau
- 2011: Die Rosenheim-Cops – Die Spitze der Feder
- 2012: Der Fall Jakob von Metzler
- 2012: Milchgeld. Ein Kluftingerkrimi
- 2012: Wer’s glaubt wird selig
- 2014: SOKO Stuttgart – Bunker
- 2016: Rosamunde Pilcher: Erdbeeren im Frühling
- 2016: Schutzpatron. Ein Kluftingerkrimi

## Hörfunk-Features / -Dokumentationen
- 2001: Das kleine Mädchen und der große Held – Aus dem Briefwechsel von Marie Hannes und Karl May – Bayern2Radio – Geschichte und Geschichten, 25 Min.